# Verteidigungsrat der Sowjetunion
Als Verteidigungsrat der UdSSR wurde das höchste Organ zur Leitung der Landesverteidigung der UdSSR in der Zeit von 1955 bis 1991 bezeichnet.
Das Organ wurde vom Präsidium des Obersten Sowjets der UdSSR entsprechend Artikel 121, Punkt 4 der Verfassung der UdSSR gebildet. Seine Vorläufer waren der von Wladimir Iljitsch Lenin geleitete Rat für Arbeit und Verteidigung sowie das Staatliche Verteidigungskomitee der UdSSR zur Zeit des Deutsch-Sowjetischen Krieges.